# Aquí estoy de nuevo
Aquí estoy de nuevo es el nombre del último álbum de estudio de la cantante española Perlita de Huelva. Fue lanzado al mercado por el sello discográfico Edicast el 20 de diciembre de 2016 y grabado en los estudios KMC de Madrid.

## Lista de canciones
| Aquí estoy de nuevo |                                                        |                                                      |          |  |
| N.º                 | Título                                                 | Música                                               | Duración |  |
| 1.                  | «El cumpleaños»                                        | Mario del Castillo - Diego Bravo                     | 3:48     |  |
| 2.                  | «Sólo vuelve una gaviota»                              | Mario del Castillo                                   | 5:12     |  |
| 3.                  | «Canalla»                                              | Vicente Cabrera, Mario del Castillo                  | 3:33     |  |
| 4.                  | «Por más que pienso y razono / En una noche de fiesta» | Mario del Castillo                                   | 1:51     |  |
| 5.                  | «La sin nombre»                                        | Mario del Castillo                                   | 4:04     |  |
| 6.                  | «Por qué el abuelo estorba»                            | Tony Luna, Mario del Castillo                        | 4:28     |  |
| 7.                  | «Entre las sabanitas»                                  | Mario del Castillo                                   | 3:35     |  |
| 8.                  | «Un alegre gorrioncillo / No te engañen con promesas»  | Mario del Castillo                                   | 2:00     |  |
| 9.                  | «Valencia y sus pueblos»                               | Mario del Castillo                                   | 4:01     |  |
| 10.                 | «Anda vete ya»                                         | Mario del Castillo                                   | 3:33     |  |
| 11.                 | «Eres cobarde»                                         | Vicente Cabrera                                      | 3:07     |  |
| 12.                 | «Mi homenaje a las madres / Este mundo es de locura»   | Mario del Castillo                                   | 2:00     |  |
| 13.                 | «Mis retoños»                                          | Agustín Ferreiro, Mario Del Castillo, Vicente Martín | 3:07     |  |
| 14.                 | «Cuando apareces tú»                                   | Vicente Cabrera                                      | 2:51     |  |
| 15.                 | «Me decía que me amaba / Tiene un perro lazarillo»     | Mario del Castillo                                   | 1:51     |  |
| 16.                 | «Dulce Navidad»                                        | Mario del Castillo                                   | 2:58     |  |
| 51:59               |                                                        |                                                      |          |  |

## Créditos
- Perlita de Huelva —  Voz
- Mario de Castillo —  Compositor y arreglista
- Mario Dell — Productor, director y técnico de sonido
- Vicente Cabrera — Compositor
- Juan Serrano — Guitarra
- Rafael Martínez — Bajo, guitarra acústica
- Chaito & Palosanto  — Percusión, palmas, coros
- Manuel Trejo — Diseño gráfico